# Tabliczki z Podebłocia

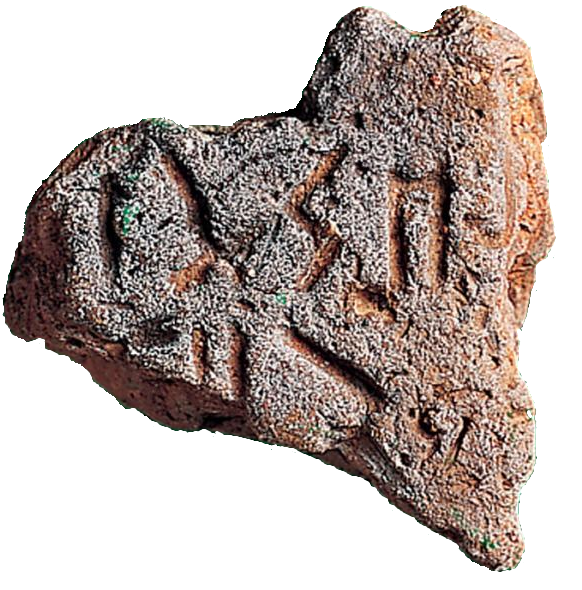
Tabliczka nr 2 z Podebłocia,
napis ΙΧςΝ

Gliniane tabliczki z Podebłocia – trzy gliniane przedmioty, swoim kształtem przypominające małe tabliczki z wyraźnymi żłobieniami o kształtach interpretowanych jako greckie litery. Odnalezione w 1986 roku podczas prac archeologicznych na terenie wsi Podebłocie w woj. mazowieckim. Pracami kierował prof. Jerzy Gąssowski z Uniwersytetu Warszawskiego, według którego są to najstarsze znane zabytki pisane z ziem polskich.

## Historia
Tabliczki datowane są na IX wiek, tj. 100 lat przed chrystianizacją Polski. Wg bizantynologa Tadeusza Wasilewskiego przynajmniej dwie z trzech tabliczek zapisane zostały alfabetem greckim. Wg jego interpretacji tabliczka nr 2 zawiera litery – greckie ΙΧςΝ (względnie ΙΧςΗ), co miałoby oznaczać Iesous Christos Nika (stgr. Ἰησοῦς Χριστός νικα – pol. Jezus Chrystus, Zwyciężaj – napis odciskany na chlebie eucharystycznym oraz umieszczany na enkolpionach). Inskrypcję z tabliczki nr 3 Wasilewski interpretował jako ΙΧ / ΙςΧς, co czyniłoby ją chrystogramem – skrótem od stgr. Ἰησοῦς Χριστός – Jezus Chrystus. Podobne inskrypcje znane są z terenów Rusi, a z czasów późniejszych znajdowano je także w Wielkopolsce. Tabliczki nr 1, zawierającej najwięcej znaków, nie udało się odczytać. Według prof. Jerzego Gąssowskiego są to najstarsze wczesnośredniowieczne zabytki pisma z terenów Polski. Może to świadczyć o tym, że w czasach powstania znaleziska na terenie obecnego Podebłocia przebywał ktoś, kto znał grekę bądź potrafił odtworzyć napis.
Odnalezione w półziemiance tabliczki zostały wytworzone z gliny, a napis powstał przy użyciu ostrego narzędzia, następnie zostały wypalone. Tabliczki nr 2 i 3 zostały najprawdopodobniej wykonane na miejscu, o czym świadczy fakt, iż są z tej samej gliny, co polepa półziemianek na terenie wykopalisk. Tabliczka nr 1, która nie została odczytana, najprawdopodobniej została przywieziona, gdyż została wykonana ze specjalnej gliny typu terra rossa, znanej głównie z wapiennych terenów wokół Morza Śródziemnego, w Polsce występującej w Górach Świętokrzyskich. Znalezisku tabliczek towarzyszy odmienny od typowego dla ziem polskich profil archeozoologiczny, z nadreprezentacją kości kóz i owiec, co sugeruje obecność ludności z południa Europy.